# Шайма (Железнодорожное сельское поселение)
Шайма — деревня в Шекснинском районе Вологодской области.
Входит в состав сельского поселения Железнодорожного, с точки зрения административно-территориального деления — в Железнодорожный сельсовет.
Расстояние по автодороге до районного центра Шексны — 10 км, до центра муниципального образования Пачи — 1 км. Ближайшие населённые пункты — Четвериково, Пача, Соколово.
По переписи 2002 года население — 21 человек (9 мужчин, 12 женщин). Преобладающая национальность — русские (90 %).